# Asperula gunnii
Asperula gunnii  es una planta perenne de la familia de las rubiáceas. Es originaria de Australia.

## Descripción
Es una hierba perenne ascendente o decumbente, con tallos que alcanzan un tamaño de 20 cm de largo, ± bien ramificados, las crestas visibles, ± escabrosas con pelos cortos, recurvados, entrenudos de 0,5-3 cm de largo. Las hojas y estípulas en verticilos de 5 o 6, rara vez 4 en el ápice, obovadas u oblanceoladas a elípticas, la mayoría de 4-8 mm de largo, 2,5 mm de ancho, el ápice agudo. Las flores en cimas axilares o terminales, con 2  o 3 flores. La corola blanca. Las flores masculinas de 3 mm de largo; las flores femeninas de 2 mm de largo. El fruto 1-2 mm de largo, negro.

## Distribución y hábitat
Crece en zonas boscosas y de pastizales, por lo general en sitios húmedos en altitudes más altas, a menudo en los pantanos. Se  encuentra en Nueva Gales del Sur.

## Taxonomía
Asperula gunnii fue descrita por Joseph Dalton Hooker y publicado en Hooker's Journal of Botany and Kew Garden Miscellany 6: 463, en el año 1947.
Etimología
Asperula: nombre genérico que significa "un tanto áspero",o bien  "diminutivo de asper"
gunnii: epíteto  otorgado en honor del botánico australiano Ronald Campbell Gunn (1808–1881).
Sinonimia
- Asperula gunnii var. curta (Hook.f.) Airy Shaw & Turrill
- Galium curtum Hook.f.[4]
- Asperula oblanceolata I.Thomps.
- Asperula euryphylla Airy Shaw & Turrill
- Asperula subsimplex Hook.f.
- Asperula tetraphylla (Airy Shaw & Turrill) I.Thomps.[5]